# Abe
 For alternative betydninger, se Abe (flertydig). (Se også artikler, som begynder med Abe)
En abe er i snæver forstand betegnelsen på en primat, der ikke er en halvabe, en spøgelsesabe eller et menneske. Det vil sige alle arter i den zoologiske gruppe Simiiformes med undtagelse af mennesket. I bred forstand kan "abe" omfatte alle primater, inklusive mennesket.

## Opdagelse og klassifikation

### Antikken
Den første "videnskabelige" beskrivelse af aber, hvortil der findes kilder, stammer fra det 4. århundrede fvt. hos den græske filosof Aristoteles. I sin Historia Animalium beskriver han aben (sandsynligvis berberaben), marekatten og bavianen, der alle "har et væsen, der ligger imellem mennesket og de firbenede dyr".
For den romerske naturhistoriker Plinius den ældre fra det 1. århundrede var aberne de dyr, der "mest ved deres bygning minder om mennesket". I sin Naturalis Historia omtaler han også den grønne marekat (Chlorocebus aethiops), der kun "lever under Etiopiens himmel", bavianerne og satyrerne.. De sidstnævnte lever blandt aberne "i indiens østlige bjerge". De "bevæger sig lige så meget på fire ben som på to" og "har menneskelige ansigter".
Et århundrede senere omgår den græske læge Galen det romerske forbud mod at dissekere døde mennesker ved at anvende vivisektion af forskellige dyr, bl.a. berberaber. Han konstaterer, at "af alle dyr minder aben mest om mennesket hvad angår indvolde, muskler, blodårer, nerver og knoglernes form".

### Middelalderen
I middelalderen får aberne status som kæledyr og er højt værdsatte i samfundets top. Makakaber og marekatte bliver meget tidligt importeret til Europa, hvor de findes ved bl.a. prinsers hof, undertiden klædt i fint tøj. Aben som motiv er ofte anvendt i illustrationer i håndskrevne bøger, i freskoer og skulpturer og symboliserer her menneskeligt vanvid. Aben er altid gengivet med et halsbånd og en kæde, der undertiden er fastgjort til en træklods for at begrænse dens bevægelsesfrihed.

### Carl von Linné
Den svenske naturhistoriker Carl von Linné er blandt de første, der navngiver planter og dyr med videnskabelige navne. I sin 10. udgave af Systema Naturae indfører han slægten Simia, der omfatter alle aber såvel som en art af spøgelsesaber. Slægten anbringes i ordenen kaldet "Primates" sammen med de tre andre slægter Homo (mennesket), Lemur (lemurer og kaguanger) og Vespertilio (flagermus).